# لیبرترینیسم
لیبِرتِریَنیسم (از ریشه فرانسوی واژهٔ Libertair به معنای آزادی‌خواه یا آزادی‌پسند) یا اختیارگرایی فلسفه‌ای سیاسی است که از آزادی به عنوان هدف اصلی خود حمایت می‌کند. لیبرترین‌ها خواهان بیشینه‌سازی آزادی‌های فردی، خودمختاری و آزادی، آزادی سیاسی، انجمن و انتخاب هستند و بر اولویت تشخیص و داوری فردی تأکید می‌کنند.
لیبرترین‌ها عموماً در مشکوک بودن نسبت به اقتدار هم‌نظرند، نظرشان در خصوص میزان ضدیت‌شان با نظام‌های موجود اقتصادی و سیاسی متفاوت است. مکاتب فکری گوناگون لیبرترین دیدگاه‌های متفاوتی در خصوص کارکردهای مشروع دولت و قدرت خصوصی ارائه می‌دهند، که غالباً خواهان محدودسازی یا حتی انحلال نهاد اجتماعی مبتنی بر اجبارند. لیبرترینیسم بیش از نمایندگی یک نظریه یا ایدئولوژی نظام‌مند، خشک، و یکتا، به عنوان لفظی پوششی به کار رفته شده که بازهٔ گسترده‌ای از ایده‌های سیاسی را در طی تاریخ مدرن داشته که گاه ناسازگاری‌هایی ایجاد کرده‌است.
برخی لیبرترین‌ها از سرمایه‌داری لسه فر و حقوق مالکیت خصوصی مثلاً در خصوص زمین، زیرساخت‌ها و منابع طبیعی حمایت می‌کنند. دیگران، مشخصاً سوسیال لیبرترینها، خواهان برکندن سرمایه‌داری و مالکیت خصوصی ابزار تولید، به نفع مالکیت و مدیریت اشتراکی یا تعاونی هستند. یک شکاف دیگر شکاف بین مینارشیست‌ها و آنارشیست‌ها است. مینارشیست‌ها معتقدند یک دولت مرکزی حداقلی لازم است، حال آن که آنارشیست‌ها پیشنهاد می‌دهند دولت به کل حذف شود.

## اصول
پیروان مکتب آزادی‌های فردی کلاً آزادی را به عنوان اختیاری تعریف می‌کنند که فرد می‌تواند هر کار دلش خواست بکند تا حدی که آزادی یا اموال شخص دیگری را به خطر نیندازد و در آن‌ها تصرف نکند.
این اشخاص اساساً به محدودیت‌های دولتی معتقد نیستند. با این تصور که قوانین و مقررات لازم نیستند چون در غیاب دولت افراد خود طبیعتاً قوانین و پیوندهای اجتماعی مستقل را شکل خواهند داد. برعکس، پیروان بزرگ این مکتب دولت را صرفاً برای حفاظت از حقوق افراد لازم می‌دانند که شامل حفاظت از افراد و اموال آن‌ها در مقابل اقدامات جنایی دیگران و همچنین دفاع ملی است. پیروان مکتب کلاً از ایدئال آزادی، از این منظر دفاع می‌کنند که قدرت حاکم تا چه حد آزادی فردی را محدود می‌کند؛ یعنی فرد تا چه میزان «مجاز» به انجام کاری است، که از آن به‌عنوان آزادی منفی یاد می‌شود. این آرمان متمایز از تعریف دیگری از آزادی است که بر این اصل تأکید دارد که فرد تا چه حد «می‌تواند» کاری را انجام دهد که از آن به‌عنوان آزادی مثبت یاد می‌شود. این تمایز ابتدا توسط جان استوارت میل صورت گرفت و سپس با جزئیات بیشتر توسط ایزائیا برلین بسط داده شد.
بسیاری از پیروان این مکتب زندگی، آزادی و حق مالکیت را به عنوان حقوق نهایی افراد می‌دانند و گذشتن از یکی از آن‌ها، بقیه را به خطر می‌اندازد.
لیبرتَریَن‌ها زیرپاگذاشته‌شدن این حقوق فردی در اثر اقدام سیاسی در دموکراسی را استبداد اکثریت می‌دانند، این اصطلاح را ابتدا آلکسی توکویل خلق کرد و جان استوارت میل آن را جا انداخت که بر تهدید اکثریت برای تحمیل اصول اکثریت بر اقلیت و تخطی از حقوق آن‌ها در این پروسه تأکید دارد.

## تاریخچه

### لیبرالیسم
اگرچه ردپای عناصر لیبرترینیسم را می‌توان در فیلسوف چین باستان لائوتسه و مفاهیم قانون اعلی در میان یونانی‌ها و بنی‌اسرائیل یافت، پنداره‌های لیبرترین در انگلستان قرن ۱۷ و در نوشته‌های برابرسازان و جان لاک شکل مدرن پیدا کرد. در میانهٔ همین قرن مخالفان قدرت سلطنتی (در مقابل نویسندگان وابسته به دربار) با عنوان «ویگ‌ها» یا «اپوزیسیون» یا «کونتری» شناخته می‌شدند.
در طول قرن هجدهم و عصر روشنگری، پنداره‌های لیبرال در اروپا و آمریکای شمالی رواج یافتند. لیبرترین‌ها از مکاتب گوناگون تحت تأثیر این پنداره‌ها قرار داشتند. از نظر فیلسوف رادریک تی. لانگ لیبرترین‌ها «دارای یک ریشهٔ مشترک یا حداقل تبار فکری همپوشان با لیبرال‌ها هستند. آن‌ها پیشینیان ایدئولوژیک خود را برابرسازان انگلیسی و دایرةالمعارف‌نویسان فرانسوی می‌دانند و علاقهٔ مشترکی به توماس جفرسون و توماس پین دارند».
نوشته‌های جان لاک قبل و بعد از انقلاب ۱۶۸۸ انگلستان (انقلاب شکوهمند) خصوصاً رساله‌ای درباره‌ی رواداری (۱۶۶۷)، دو رساله درباره حکومت (۱۶۸۹) و جستاری در فهم بشری (۱۶۹۰) تأثیر زیادی هم بر لیبرترینیسم و هم بر جهان مدرن داشت. در نوشتهٔ ۱۶۸۹ او مبنای نظریهٔ سیاسی لیبرال را تبیین می‌کند: حقوق مردم پیش از حکومت وجود داشته‌است، هدف حکومت حفاظت از حقوق فردی و مالکیتی است، مردم می‌توانند حکومت‌هایی را که این نقش خود را ایفا نمی‌کنند منحل کنند و این که نظام نمایندگی بهترین نوع حکومت برای محافظت از این حقوق است.

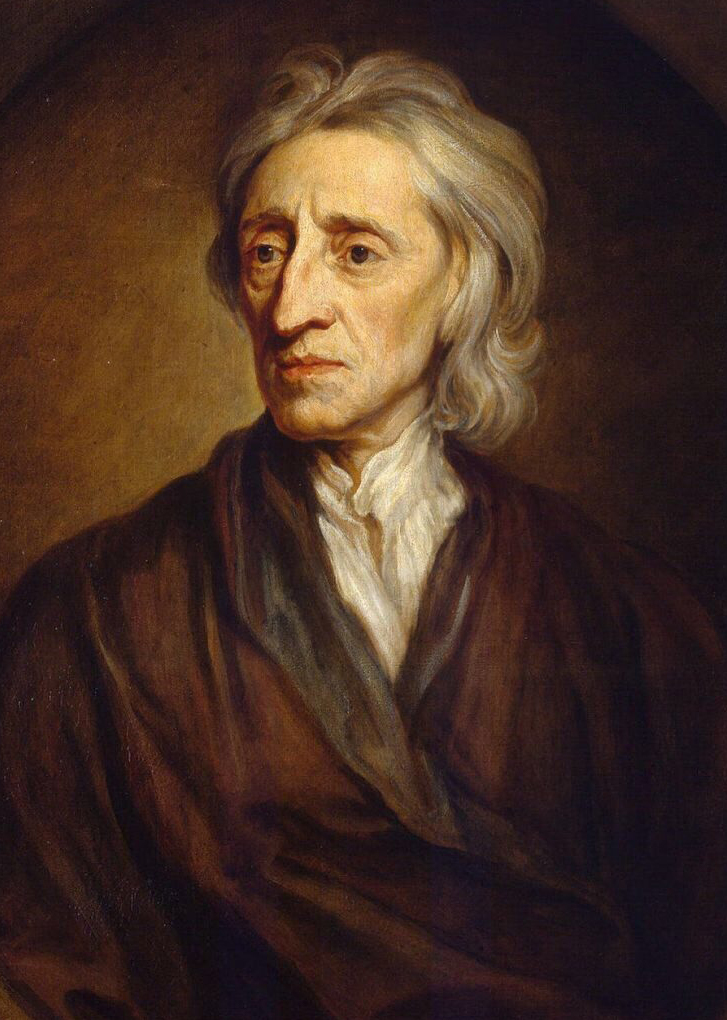
جان لاک که به عنوان پدر لیبرالیسم شناخته می‌شود

اعلامیهٔ استقلال ایالات متحدهٔ آمریکا در بیانیه‌اش از لاک الهام گرفته بود: «برای محافظت از این حقوق، در میان مردم حکومت‌ها شکل گرفته‌اند و اختیارات عادلانه‌شان را از رضایت حکومت‌شوندگان می‌گیرند. و هر زمان که هر نوعی از حکومت مخرب این اهداف شد، این حق مردم است که آن حکومت را تغییر دهند یا نابودش کنند». با این حال محقق آلن میکسینز وود می‌نویسد «بعضی از دکترین‌های فردگرایی در تقابل با فردگرایی لاکی قرار دارند […] و فردگرایی غیر لائیک ممکن است شامل سوسیالیسم هم باشد».
به عقیدهٔ موری راتبارد مرام لیبرترین از دل به چالش کشیدن «دولت مرکزی مطلقه و پادشاهی که با حقی الهی بر فراز مجموعه‌ای قدیمی‌تر و محدودکننده حکومت می‌کرد» و همچنین سوداگرایی یک نظام بروکراتیک نظامی که با تاجران صاحب‌امتیاز متحد شده بود بیرون آمد. هدف لیبرال‌ها آزادی فردی در اقتصاد، در آزادی‌های فردی و مدنی، جدایی دولت از مذهب و صلح به عنوان بدیلی برای قدرت‌طلبی امپراتوری‌ها بود. او به برابرسازان –معاصران لاک- که دیدگاه مشابهی داشتند ارجاع می‌دهد. همچنین مقاله‌های انگلیسی «نامه‌های کاتو» نوشتهٔ جان ترنچارد و توماس گوردون در اوایل قرن هجدهم که مشتاقانه توسط استعماگران ایالات متحده تجدید چاپ می‌شد که از آریستوکراسی و انحصارطلبی‌های فئودالی زمین آزاد شده بودند.

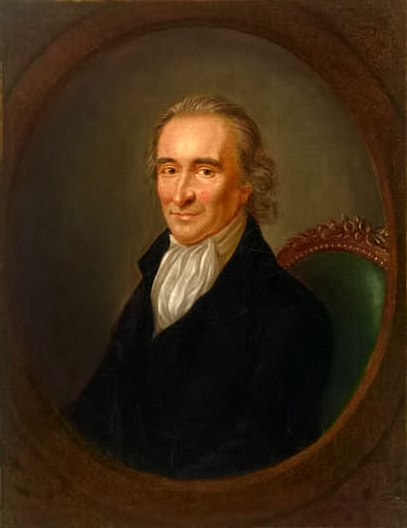
تئوری مالکیت توماس پین نگاهی لیبرترین به مسئلهٔ بازتوزیع منابع دارد

توماس پین در ژانویهٔ ۱۷۷۶، تنها دو سال پس از آمدن به آمریکا از انگلستان رسالهٔ عقل سلیم را که خواهان استقلال مستعمره‌ها شده بود منتشر کرد. پین پنداره‌های لیبرال را در زبانی دقیق و رسا بیان می‌کرد که باعث فهم مجادلات نخبگان سیاسی برای عموم جامعه می‌شد. عقل سلیم در هزاران نسخه به فروش رسید و به شکل وسیعی باعث پخش بذر این ایده‌ها شد. پین بعدها کتاب حقوق بشر و عصر خرد را نوشت و در انقلاب فرانسه مشارکت کرد. نظریهٔ مالکیت پین نشان‌دهندهٔ «توجه لیبرترین» به مسئلهٔ بازتوزیع منابع بود.
در سال ۱۷۹۳ ویلیام گادوین یک رسالهٔ فلسفی لیبرترین با عنوان تحقیقی در باب عدالت سیاسی و تأثیر آن بر اخلاقیات و خوشبختی نوشت که تصورات موجود را از حقوق بشر و جامعه بر مبنای وعده‌های مبهم مورد انتقاد قرار می‌داد. او لیبرالیسم را به انتهای منطقی خود در آنارشیسم رساند و تمام نهادهای سیاسی، قانون، حکومت و دستگاه‌های اجبار را به علاوهٔ تمام اعتراض‌های سیاسی و شورش‌ها مردود شمرد. گادوین به جای نهادینه کردن عدالت پیشنهاد کرد مردم با تأثیری که برهم می‌گذارند یکدیگر را از طریق اقناع منطقی غیررسمی (از جمله عضویت در انجمن‌ها) به سمت رفتار اخلاقی سوق بدهند و از این طریق راه را برای خوش‌بختی هموار کنند.

### آنارشیسم
آنارشیسم مدرن از تفکرات سکولار یا مذهبی عصر روشنگری خصوصاً استدلال‌های ژان ژاک روسو در مورد مرکزیت اخلاقی آزادی ریشه گرفت.
در طول کشاکش‌های سیاسی دههٔ پایانی قرن هجدهم در آستانهٔ انقلاب فرانسه ویلیام گادوین نخستین بیانیهٔ تفکر آنارشیستی مدرن را بسط داد. به عقیدهٔ پطر کروپوتکین گادوین «نخستین کسی بود که مفاهیم سیاسی و اقتصادی آنارشیسم را فرمول‌بندی کرد، اگرچه این نام را به ایده‌هایش منتسب نکرد». گادوین ایده‌های آنارشیستی‌اش را به نوشته‌های اولیهٔ ادموند برک مرتبط می‌دانست.
عموماً گادوین را بنیان‌گذار مکتب فکری‌ای می‌دانند که با نام «آنارشیسم فلسفی» شناخته می‌شود. او در کتاب عدالت سیاسی (۱۷۹۳) می‌نویسد که حکومت ذاتاً تأثیری شرورانه بر جامعه دارد و وابستگی و نادانی را تداوم می‌بخشد. او معتقد بود که گسترش استفاده از منطق در میان توده‌ها نهایتاً باعث محوشدن دولت به عنوان نیرویی غیرضروری می‌شود. اگرچه گادوین هیچ مشروعیت اخلاقی‌ای برای دولت قائل نبود، استفاده از روش‌های انقلابی برای سرنگونی حکومت از قدرت را نیز مردود می‌دانست. در عوض گادوین طرفدار جایگزینی حکومت از طریق یک روند تکامل صلح‌آمیز بود.
بیزاری گادوین از تحمیل یک جامعهٔ قانون‌مدار او را به رد کردن پایه و اساس قانون، حقوق مالکیت و حتی نهاد ازدواج به عنوان نمادهای «بردگی ذهنی» مردم رساند. گادوین پایه‌های اساسی جامعه را مانع رشد طبیعی افراد در استفاده از قدرت خردشان برای رسیدن به شیوه‌های عام‌المنفعهٔ سازمان‌یابی اجتماعی می‌دانست.
در فرانسه شاخه‌های مختلف آنارشیستی در جریان دورهٔ انقلابی حضور داشتند و بعضی از آن‌ها از اصطلاح آنارشیست در معنایی مثبت از اوائل سپتامبر ۱۷۹۳ استفاده می‌کردند. انراژه‌ها (خشمگینان – به فرانسوی: Enragés) با حکومت انقلابی به خاطر متناقض بودن ذاتش مخالفت کردند. ژان وارلت با محکوم کردن دیکتاتوری ژاکوبن در ۱۷۹۴ نوشت «حکومت و انقلاب با یکدیگر در تناقض‌اند، مگر آن که مردم بخواهند مقامات حکومت را در شورشی دائمی علیه خودشان قرار دهند». سیلوین مارتشال در «بیانیهٔ برابرها» ابراز امیدواری می‌کند که یک بار برای همیشه «تمایز نفرت‌انگیز بین ثروتمند و فقیر، بزرگ و کوچک، ارباب و نوکر، حکومت‌کننده و حکومت‌شونده» از بین برود.

### سوسیالیسم لیبرترین
کمونیسم لیبرترین، مارکسیسم لیبرترین و سوسیالیسم لیبرترین اصطلاحاتی هستند که فعالان از پیشینه‌های گوناگون به دیدگاه خود نسبت داده‌اند. فیلسوف آنارکو-کمونیست جوزف دژاک نخستین فردی بود که خود را لیبرترین معرفی کرد. برخلاف آنارشیست تعاون‌گرای پیر جوزف پرودون، دژاک معتقد بود «کارگر حق تصاحب محصول کار خودش را ندارد، بلکه حق برآورده کردن نیازهایش را از هر نوعی که باشند دارد». به عقیدهٔ مورخ آنارشیست مکس نتلاو نخستین استفاده از واژهٔ کمونیسم لیبرترین در نوامبر ۱۸۸۰ رخ داد، زمانی که یک مجمع آنارشیستی فرانسوی از این اصطلاح برای تبیین دکترین خود استفاده نمود. خبرنگار آنارشیست فرانسوی سباستین فور در سال ۱۸۹۵ هفته‌نامهٔ Le Libertaire (لیبرترین) را تأسیس نمود.
آنارشیسم فردگرا اصطلاحی برای توصیف سنت‌های گوناگون فکری درون جنبش آنارشیستی است که جایگاه فرد و ارادهٔ او را بالاتر از تمام عوامل بیرونی مثل گروه‌ها، جامعه، سنت‌ها و نظام‌های ایدئولوژیک می‌دانند. یکی از انواع تاثیرگذار آنارشیسم فردگرا که به ٱن اگوئیسم یا آنارشیسم اگوئیستی گفته می‌شود توسط یکی از مشهورترین مبلغان آنارشیسم فردگرا، ماکس اشترینر آلمانی تشریح شد. کتاب خود و آنچه ازوست از اشترینر که در سال ۱۸۴۴ منتشر شد یکی از متون بنیادین فلسفه به شمار می‌رود. به عقیدهٔ اشترینر تنها محدودیت حقوق فرد در محدودیت قدرت او برای رسیدن به آرزوهای خویش بدون توجه به خدا، دولت یا اخلاقیات است. اشترینر طرفدار ابراز وجود فرد بود و تشکیل انجمن‌های اگوئیست‌ها را به عنوان مجمع‌هایی که به شکل غیرنظام‌مند و مداوم توسط حمایت تمام اعضا از طریق عملی ارادی تشکیل می‌شوند پیش‌بینی می‌کرد و آن را به عنوان سازمانی برای جایگزینی دولت مناسب می‌دانست. آنارشیست‌های اگوئیست معتقدند اگوئیسم باعث اتحاد حقیقی و اصیل میان افراد خواهد شد. اگوئیسم الهام‌بخش تفاسیر گوناگونی از فلسفهٔ اشترینر شده‌است. فلسفهٔ اشترینر توسط آنارشیست فلسفی آلمانی و فعال ال‌جی‌بی‌تی جان هنری مک‌کی کشف و ترویج شد. عموما جوشیا وارن را نخستین آنارشیست آمریکایی و هفته‌نامهٔ چهار صفحه‌ای «انقلابی صلح‌طلب» که او در طول سال ۱۸۳۳ سردبیر آن بود، نخستین مجلهٔ آنارشیستی می‌دانند.
بنجامین تاکر کسی بود که در نشریهٔ خود «آزادی» (به انگلیسی: Liberty) که در آن مطالب از دیدگاه عقاید و اندیشه‌های گوناگون درج می‌شد، اگوئیسم اشترینر را با مکتب اقتصادی وارن و پرودون ترکیب کرد. آنارشیسم فردگرا از طریق این تأثیرات اولیه طرفدارانی محدود اما متنوع را به خود جلب کرد. در میان این طرفداران روشنفکران و هنرمندان سنت‌شکن، مبلغان عشق آزاد و پیشگیری از بارداری، طبیعت‌گرایان فردگرا، فعالان تفکر آزاد و روحانی‌ستیزی و همچنین آنارشیست‌های جوان قانون‌ستیز حضور داشتند.
در سال ۱۸۷۳ فرانسسک پی ای مرگال، پیرو و مترجم پرودون با برنامه‌ای برای ساختن یک نظام سیاسی غیرمتمرکز بر مبنای عقاید پردونی به ریاست جمهوری اسپانیا رسید. به نوشتهٔ رودولف رکر عقاید سیاسی فرانسسک مرگال تا حد زیادی با عقاید ریچارد پرایس، جوزف پریستلی، توماس پین، جفرسون و دیگر نمایندگان لیبرالیسم آنگلو امریکن در مرحلهٔ نخست همپوشانی داشت. او خواهان تحدید قدرت دولت به شکل حداقلی و جایگزینی تدریجی آن با یک نظم اقتصادی سوسیالیستی بود. از سوی دیگر فرمن سالوچیا یکی از شهرداران کادیس و مسئول منطقهٔ کادیس بود. او یکی از اصلی‌ترین مروجان تفکرات آنارشیستی در آن منطقه در اواخر قرن نوزدهم است و گاهی از او به عنوان «محبوب‌ترین چهرهٔ جنبش آنارشیستی اسپانیا در قرن ۱۹» یاد می‌شود. سالوچیا از لحاظ ایدئولوژیک تحت تأثیر بردلو، اوون، پین و کروپوتکین قرار داشت.
موج انقلابی ۱۹۱۷ تا ۱۹۲۳ شاهد مشارکت فعال آنارشیست‌ها از روسیه و اروپا بود. آنارشیست‌های روسیه در کنار بلشویک‌ها در انقلاب فوریه و اکتبر ۱۹۱۷ نقش داشتند. با این حال بلشویک‌ها در روسیهٔ مرکزی بلافاصله به زندانی و غیرقانونی کردن آنارشیست‌های لیبرترین دست زدند. بسیاری از این عده به اکراین گریختند که آن‌جا در جریان جنگ داخلی روسیه از قلمرو آزاد در مقابل جنبش سفیدها، سلطنت‌طلب‌ها و دیگر مخالفان انقلاب دفاع کردند و از سوی دیگر به عنوان بخشی از ارتش شورشی انقلابیون اوکراین به رهبری نستور ماخنو که در آن منطقه برای چندین ماه موفق به تأسیس جامعه‌ای آنارشیستی شده بود علیه بلشویک‌ها جنگیدند. آنارشیست‌های آمریکایی تبعیدی اما گلدمن و الکساندر برکمن پیش از ترک روسیه به سیاست بلشویک‌ها اعتراض کردند. پیروزی بلشویک‌ها به جنبش‌های آنارشیستی ضربه زد چرا که کارگران و فعالان حالا به احزاب کمونیست می‌پیوستند. به عنوان مثال در فرانسه و ایالات متحده اعضای جنبش‌های بزرگ سندیکالیست از جمله کنفدراسیون عمومی کار و کارگران صنعتی جهان به بین‌الملل سوم پیوستند.
در آلمان جمهوری شورایی باواریا (۱۹۱۸–۱۹۱۹) دارای خصائصی از سوسیالیسم لیبرترین بود. در ایتالیا در جریان دوسالگان سرخ از سال ۱۹۱۸ تا ۱۹۲۱ تعداد اعضای اتحادیه‌ی کارگران ایتالیا با گرایش آنارکوسندیکالیستی به بیش از ۸۰۰ هزار نفر افزایش یافت. با عروج فاشیسم در اروپای دههٔ ۲۰ و ۳۰ قرن بیستم آنارشیست‌ها در ایتالیا، فرانسه و اسپانیا شروع به مبارزه با فاشیست‌ها کردند. در اسپانیا تحریم انتخابات از طرف کنفدراسیون ملی کار به پیروزی جناح راست منجر شد و مشارکت دوبارهٔ آن‌ها در رای‌گیری سال ۱۹۳۶ به قدرت‌گیری دوبارهٔ جبههٔ مردمی کمک کرد. اقدام به کودتای طبقهٔ حاکم و جنگ داخلی اسپانیا (۱۹۳۶–۱۹۳۹) در نتیجهٔ همین امر بود. در نوشته‌های «گروه آنارکوکمونیست‌های فلورانس» آمده‌است که در اوائل قرن بیستم در درون جنبش آنارشیسم بین‌المللی در نتیجهٔ ارتباط نزدیک میان کمونیسم لیبرترین و آنارشیسم کمونیستی در اسپانیا این دو اصطلاح به عنوان مترادف یکدیگر استفاده می‌شدند اگرچه واژهٔ کمونیسم لیبرترین اصطلاح رایج‌تر بوده‌است.
ماری بوکچین می‌نویسد جنبش لیبترین اسپانیا در اواسط دههٔ ۳۰ قرن بیستم یک جنبش منحصر به فرد بود. کنترل کارگری و کالکتیوها –که از درون «جنبش عظیم لیبرترین» طی سه نسل بیرون آمده بودند- باعث دودستگی در اردوگاه جمهوری‌خواهان شدند و مارکسیست‌ها را به چالش کشیدند. «آنارشیست‌های شهری» اشکالی از سازماندهی بر مبنای کمونیسم لیبرترین بنا کردند که در حالت تکامل‌یافته به کنفدراسیون ملی کار تبدیل شد و به عنوان اتحادیه‌ای سندیکالیستی زیربنای لازم برای یک جامعهٔ لیبرترین را ایجاد نمود. علاوه بر این سازواره‌های محلی برای مدیریت زندگی اجتماعی و اقتصادی بر اساس اصول عدم تمرکز و لیبرترینیسم ایجاد شدند. بسیاری از این زیرساخت‌ها در طول دههٔ ۳۰ و در جریان جنگ داخلی اسپانیا توسط نیروهای فاشیستی و اقتدارگرا از بین رفتند.
فدراسیون جوانان لیبرترین ایبرایی (به اسپانیایی: Federación Ibérica de Juventudes Libertarias) یا به‌طور خلاصه جوانان لیبرترین (Juventudes Libertarias) یک سازمان لیبرترین سوسیالیست بود که در سال ۱۹۳۲ در مادرید تأسیس شد. در کنگرهٔ دوم این سازمان در فوریهٔ ۱۹۳۷ این سازمان پلنومی ملی از جنبش لیبرترین تشکیل داد که اعضای کنفدراسیون ملی کار و فدراسیون آنارکیستا ایبریکا نیز در آن حضور داشتند. این سازمان تا به امروز همچنان پابرجا مانده‌است. وقتی که نیروهای جمهوری‌خواه در جنگ داخلی اسپانیا شکست خوردند، شهر مادرید توسط آخرین شهردار مخالف فرانکو، یعنی ملچور رودریگز گارسیا تسلیم شد. در طول پاییز «بیانیهٔ ۳۰ نفر» توسط مبارزان اتحادیهٔ آنارشیستی کنفدراسیون ملی کار منتشر شد و در میان امضاکنندگان این بیانیه خوآن پیرو، آنجل پستانا و خوان لوپز سانچر حضور داشتند. به آن‌ها سی‌گرایان (به اسپانیایی: treintismo) گفته می‌شد. موضع آن‌ها ممکن‌گرایی لیبترینیستی بود و از رسیدن به اهداف سوسیالیسم لیبترین از طریق مشارکت در ساختارهای دموکراسی پارلمانی معاصر دفاع می‌کردند. در سال ۱۹۳۲ آن‌ها حزب سندیکالیست را بنیان گذاشتند که در انتخابات عمومی ۱۹۳۶ اسپانیا مشارکت کرد و به بخشی از اتحاد احزاب چپ‌گرا موسوم به جبهه‌ی مردمی تبدیل شد و دو نفر از اعضای آن به کنگره راه یافتند. در سال ۱۹۳۸ هوراشیو پیرتو دبیرکل کنفدراسیون ملی کار پیشنهاد کرد که فدراسیون آنارکیستا ایبریکا با تغییر نام خود به حزب سوسیالیسم لیبرترین در انتخابات ملی شرکت کند.
در سال ۱۹۵۳ مانیفست کمونیسم لیبرترین توسط ژرژ فونتنیس به رشتهٔ نگارش درآمد. این متن یکی از متون اصلی شاخهٔ پلتفرمیسم در گرایش‌های آنارکو-کمونیستی است. در سال ۱۹۶۸ سازمان بین‌الملل فدراسیون‌های آنارشیستی در جریان کنفرانسی در کارارا، ایتالیا به منظور ترویج همبستگی لیبرترین تأسیس شد. هدف این سازمان «تشکیل یک جنبش سازمان‌یافته و قدرتمند کارگری مطابق با پنداره‌های لیبرترین» بود. در ایالات متحده در سال ۱۹۵۴ «باشگاه لیبرترین» به عنوان یک سازمان سیاسی لیبرترین در نیویورک تأسیس شد. از جمله اعضای این سازمان سم داگلاف، راسل بلکول، دیو وان رانک، انریکه آریگونی و ماری بوکچین بودند.
در استرالیا جنبش سیدنی از اواخر ۱۹۴۰ تا اوایل ۱۹۷۰ یک خرده‌فرهنگ روشنفکری غالباً چپ در سیدنی بود که با عنوان لیبرترینیسم سیدنی شناخته می‌شد.
در سال ۱۹۶۹ دنیل گرین، آنارکو-کمونیست پلتفرمیست فرانسوی مقاله‌ای با عنوان «مارکسیسم لیبرترین؟» منتشر می‌کند که در آن به مناظرات میان کارل مارکس و میخائیل باکونین در بین‌الملل اول می‌پردازد و سپس می‌نویسد: «مارکسیسم لیبرترین جبرگرایی و سرنوشت‌گرایی را رد می‌کند و جایگاه مهم‌تر را به اراده، غریزه، تخیل و سرعت بازتاب فردی و به غرایز عمیق توده‌ها می‌دهد که در مقاطع بحرانی به مراتب دوراندیش‌تر از منطق 'نخبگان' است. مارکسیسم لیبرترین به عواقب غافلگیری، برانگیختن و بی‌باکی می‌اندیشد، اجازه نمی‌دهد یک دستگاه سنگین 'علمی' آن را سردرگم و فلج کند، حرف‌های دوپهلو نمی‌زند و بلوف‌زنی نمی‌کند و از خودش در مقابل ماجراجویی و در عین حال ترس از ناشناخته‌ها مراقبت می‌کند».
شاخه‌های گوناگون مارکسیسم لیبرترین معمولاً از آثار متاخر مارکس و انگلس خصوصاً گروندریسه و جنگ داخلی در فرانسه تأثیر پذیرفته‌اند. آن‌ها به باور مارکسیستی بر توانایی طبقهٔ کارگر برای شکل‌دادن به سرنوشت خود بدون نیاز به یک حزب یا دولت انقلابی تأکید می‌کنند. از جمله شاخه‌های مارکسیسم لیبرترین می‌توان به خودمختارگرایی، کمونیسم شورایی، کمونیسم چپ، لتریسم، موقعیت‌گرایی و ورکریسم اشاره کرد.
در ایالات متحده از سال ۱۹۷۰ تا ۱۹۸۱ مجلهٔ ریشه و شاخه (به انگلیسی: Root & Branch) منتشر می‌شد که عنوان فرعی آن «یک مجلهٔ مارکسیستی لیبرترین» بود. در سال ۱۹۷۴ مجلهٔ کمونیسم لیبرترین توسط گروهی از داخل حزب سوسیالیست بریتانیای کبیر در انگلستان شروع به کار کرد. در سال ۱۹۸۶ سم داگلاف آنارکو-سندیکالیست انتشارات «مرور کارگری لیبرترین» را در ایالات متحده تاسیس و مدیریت می‌کرد که بعدها به منظور اجتناب از اشتباه گرفته شدن با دیدگاه‌های لیبرترین راست نام خود را به «مرور آنارکو-سندیکالیستی» تغییر داد.

## لیبرترینیسم در دوران معاصر

### سوسیالیسم لیبرترین در دوران معاصر
در طول دههٔ ۶۰ و ۷۰ قرن بیستم علاقهٔ عمومی به سوسیالیسم لیبرترین در کشورهای غربی افزایش یافت. آنارشیسم در جنبش پادفرهنگ در دههٔ ۶۰ مؤثر بود و آنارشیست‌ها فعالانه در اعتراضات ۱۹۶۸ که شامل خیزش‌های دانشجویی و کارگری می‌شد شرکت داشتند. در سال ۱۹۶۸ بین‌الملل فدراسیون‌های آنارشیستی در کارارا تأسیس شد. بحران مسکن و کار در اکثر کشورهای اروپای غربی به شکل‌گیری کمون‌ها و جنبش‌های تصرف (از جمله در بارسلونا، اسپانیا) انجامید. در دانمارک عده‌ای با تصرف یک مرکز نظامی متروکه فری‌تاون کریستیانا را به عنوان پناه‌گاهی خودگردان در کپنهاگ مرکزی بنیان گذاشتند.
در سال‌های آغاز قرن بیست و یکم سوسیالیسم لیبرترین به عنوان بخشی از جنبش‌های ضدجنگ، ضدسرمایه‌داری و ضدجهانی‌سازی محبوبیت یافت. آنارشیست‌ها برای مشارکت‌شان در تظاهرات علیه ملاقات‌های سازمان تجارت جهانی، گروه هشت و مجمع جهانی اقتصاد شناخته شدند. بعضی شاخه‌های آنارشیستی در این اعتراضات دست به شورش، تخریب دارایی‌ها و مواجههٔ خشونت‌آمیز با پلیس زدند. این اقدامات به میانجی‌گری گروه‌های خلق‌الساعه، ناشناس و بدون رهبری که با عنوان بلوک‌های سیاه شناخته می‌شدند تسریع می‌شد. از جمله روش‌های سازمان‌دهی در این دوره فرهنگ امنیت، گروه‌های همبستگی و استفاده از فناوری‌های غیرمتمرکز مثل اینترنت بود. از جمله وقایع مهم این دوره مواجهه‌ای بود که در جریان کنفرانس سازمان تجارت جهانی در سال ۱۹۹۹ صورت گرفت. از نظر محقق آنارشیست انگلیسی سیمون کریچلی «آنارشیسم معاصر را می‌توان به شکل یک نقد شدید از گرایش شبه‌لیبرترین نئولیبرالیسم معاصر» دانست. همچنین این می‌تواند واکنشی به «فروپاشی سوسیالیسم واقعاً موجود و تسلیم شدن سوسیال‌دموکراسی غربی به نئولیبرالیسم» باشد.
سوسیالیست‌های لیبرترین در اوائل قرن بیست و یک در جنبش بدیل-جهانی‌سازی، جنبش تصرف، مراکز اجتماعات محلی، اینفوشاپ‌ها، گروه‌های ضد فقر چون اتحادیه‌ی آنتاریو علیه فقر، غذا بمب نه، اتحادیه‌های مستاجرین، تعاونی‌های مسکن، جوامع داوطلبانه و جوامع برابری‌طلبانه، جوامع ضد جنسیت زدگی، آزمایش‌های اقتصاد مشارکتی، گروه‌های ضدنژادپرستی و ضدفاشیستی، گروه‌های فعال در زمینهٔ حقوق مهاجران، جنبش‌های هنری، پادفرهنگ و جنبش صلح فعالیت کرده‌اند.

### در ایالات متحده آمریکا
در ایالات متحده نظرسنجی‌های سال ۲۰۰۶ نشان داده‌اند که دیدگاه‌ها و عادت‌های رای‌دهی در بین ۱۰ تا ۲۰٪ آمریکایی‌ها را می‌توان «از لحاظ مالی محافظه‌کار و از لحاظ اجتماعی لیبرال، یا لیبرترین» دانست. این تعریف مطابق معنای رایج واژهٔ لیبرترین در ایالات متحده است که به لحاظ مالی محافظه‌کار و به لحاظ اجتماعی لیبرال است و با دخالت حکومت در امور اقتصادی مخالفت می‌کند و طرفدار گسترش آزادی‌های فردی است. در پیمایش ۲۰۱۵ مؤسسهٔ گالوپ این عدد تا ۲۷٪ افزایش یافته‌است. یک نظرسنجی از رویترز در سال ۲۰۱۵ نتیجه می‌گیرد ۲۳٪ از رای‌دهندگان آمریکایی خود را لیبرترین معرفی می‌کنند که این عدد در رای‌دهندگان ۱۸ تا ۲۹ ساله به ۳۲٪ می‌رسد. گالوپ از طریق بیست نظرسنجی جداگانه در این مورد نتیجه می‌گیرد حدود ۱۷ تا ۲۳٪ از رای‌دهندگان آمریکایی در طیف سیاسی لیبرترین قرار دارند. با این حال نظرسنجی موسسه تحقیقاتی پیو در سال ۲۰۱۴ نشان می‌داد ۲۳٪ از آمریکایی‌هایی که خود را لیبرترین می‌دانستند هیچ تصوری از معنای این واژه نداشتند. در این نظرسنجی تنها ۱۱٪ از پاسخ‌دهندگان خود را لیبرترین می‌نامیدند و از معنای این اصطلاح مطلع بودند.
سال ۲۰۰۹ آمریکا شاهد اوج‌گیری جنبش تی پارتی بود. این جنبش سیاسی برای طرفداری‌اش از کاهش بدهی‌های ملی ایالات متحده و کسری بودجه با کاستن از مخارج و مالیات‌های حکومتی بود. در سال ۲۰۱۲ نامزدهای ریاست‌جمهوری ضدجنگ و طرفدار آزادسازی مواد مخدر مثل جمهوری‌خواه لیبرترین ران پال و نامزد حزب لیبرترین گری جانسون موفق به کسب میلیون‌ها دلار حمایت مالی و میلیون‌ها رای شدند. حزب لیبرترین به دنبال کسب حداقل ۵٪ رای‌ها برای رسیدن به حد نصاب انتخاباتی و دریافت بودجهٔ فدرال و در نتیجه پایان بخشیدن به نظام دوحزبی است. در مجمع ملی لیبرترین ۲۰۱۶ جانسون و بیل ولد نامزد انتخابات ۲۰۱۶ شدند که در آن جانسون ۳٪ از آراء معادل ۴٫۳ میلیون رای کسب کرد.

## برخی از چهره‌های شاخص و سرشناس لیبرترینیسم
- تامس وودز (نظریه‌پرداز لیبرترین)
- ران پال (نظریه‌پرداز لیبرترین)
- دیوید بوز (فیلسوف لیبرترین)
- هانس هرمان هپه (فیلسوف لیبرترین)
- رابرت نوزیک (فیلسوف لیبرترین)
- بنجامین تاکر (نظریه‌پرداز لیبرترین)
- میلتون فریدمن (اقتصاددان لیبرترین)
- لنی ابنشتین (نظریه‌پرداز لیبرترین)
- ریچارد جی می‌بری (نظریه‌پرداز لیبرترین)
- جاگدیش باگواتی (اقتصاددان لیبرترین)
- لودویگ فن میزس (اقتصاددان لیبرترین)
- فردریک باستیا (نظریه‌پرداز لیبرترین)
- هنری هزلیت (اقتصاددان لیبرترین)
- موری راتبارد (اقتصاددان لیبرترین)
- پاتریک جی ارورکه (نظریه‌پرداز لیبرترین)
- فریدریش آوگوست فون هایک (اقتصاددان لیبرترین)
- گراهام تامپسون (نظریه‌پرداز لیبرترین)
- راس اولبریچ (نظریه‌پرداز لبرتارین و مالک سیلک رود)

## یادداشت و پی‌نوشت
1. ↑  همچنین لیبرتاریسم یا لیبرتارینیسم (به انگلیسی: Libertarianism، لیبرتِریَنیسم) از ریشهٔ لاتین لیبرتاس (به لاتین: Libertas) به معنای آزادی و ریشهٔ فرانسوی لیبرتار (به فرانسوی: Libertair)

1. ↑  Libertarianism (Stanford Encyclopedia of Philosophy)
2. ↑  Woodcock, George (2004). Anarchism: A History Of Libertarian Ideas And Movements. Peterborough, Ont.: Broadview Press. p. 16. ISBN 978-1-55111-629-7. for the very nature of the libertarian attitude—its rejection of dogma, its deliberate avoidance of rigidly systematic theory, and, above all, its stress on extreme freedom of choice and on the primacy of the individual judgment
3. ↑  "Libertarianism". Encyclopædia Britannica. Retrieved 2014-05-20. libertarianism, political philosophy that takes individual liberty to be the primary political value
4. ↑  Hussain, Syed B. (2004). Encyclopedia of Capitalism. Vol. II: H-R. New York: Facts on File Inc. p. 492. ISBN 0-8160-5224-7. In the modern world, political ideologies are largely defined by their attitude towards capitalism. Marxists want to overthrow it, liberals to curtail it extensively, conservatives to curtail it moderately. Those who maintain that capitalism is a excellent economic system, unfairly maligned, with little or no need for corrective government policy, are generally known as libertarians.
5. ↑  Long, Roderick T. (1998). "Toward a Libertarian Theory of Class." Social Philosophy and Policy. 15:2 p. 310. "When I speak of 'libertarianism'... I mean all three of these very different movements. It might be protested that LibCap, LibSoc and LibPop are too different from one another to be treated as aspects of a single point of view. But they do share a common—or at least an overlapping—intellectual ancestry."
6. ↑  Carlson, Jennifer D. (2012). "Libertarianism". In Miller, Wilburn R. , ed. The Social History of Crime and Punishment in America. London: Sage Publications. p. 1007. ISBN 1-4129-8876-4. "There exist three major camps in libertarian thought: right-libertarianism, socialist libertarianism, and left-libertarianism"
7. ↑  Vallentyne, Peter (March 2009). "Libertarianism".  In Edward N. Zalta (ed.). Stanford Encyclopedia of Philosophy (Spring 2009 ed.). Stanford, CA: Stanford University. Retrieved 2010-03-05. Libertarianism is committed to full self-ownership. A distinction can be made, however, between right-libertarianism and left-libertarianism, depending on the stance taken on how natural resources can be owned
8. ↑  Caplan, Bryan (2008). "Anarchism". In Hamowy, Ronald, ed. The Encyclopedia of Libertarianism. Thousand Oaks, CA: SAGE Publications. ISBN 978-1-4129-6580-4. pp. 10–13. "Libertarianism puts severe limits on morally permissible government action. If one takes its strictures seriously, does libertarianism require the abolition of government, logically reducing the position to anarchism? Robert Nozick effectively captures this dilemma: 'Individuals have rights, and there are things no person or group may do to them (without violating their rights). So strong and far-reaching are these rights that they raise the question of what, if anything, the state and its official may do.' Libertarian political philosophers have extensively debated this question, and many conclude that the answer is 'Nothing'."
9. ↑  دیوید دی فریدمن (2008). "libertarianism". The New Palgrave Dictionary of Economics. 2nd Edition. "Libertarians differ among themselves in the degree to which they rely on rights-based or consequentialist arguments and on how far they take their conclusions, ranging from classical liberals, who wish only to drastically reduce government, to anarcho-capitalists who would replace all useful government functions with private alternatives."
10. ↑  "Kropotkin, Peter (13 January 2017). "Anarchism بایگانی‌شده  در ۱۹ آوریل ۲۰۲۲ توسط Wayback Machine
11. ↑  «Preface for the Japanese Edition of Libertarianism: A Primer». www.cato.org. دریافت‌شده در ۲۰۲۲-۰۱-۲۸.
12. ↑  «"A Note on Labels: Why 'Libertarian'». www.libertarianism.org. دریافت‌شده در ۲۰۲۲-۰۱-۲۸.
13. ↑  Garbooshian, Adrina Michelle (2006). The Concept of Human Dignity in the French and American Enlightenments: Religion, Virtue, Liberty. ProQuest. p. 472. ISBN 0-542-85160-1. ISBN 978-0-542-85160-5. "Influenced by Locke and Smith, certain segments of society affirmed classical liberalism, with a libertarian bent."
14. ↑  Cantor, Paul A. (2012). The Invisible Hand in Popular Culture: Liberty Vs. Authority in American Film and TV. University Press of Kentucky. p. xiii. ISBN 0-8131-4082-X. ISBN 978-0-8131-4082-7. "[T]he roots of libertarianism lie in [...] the classical liberal tradition".
15. ↑  Otero, Carlos Peregrin, ed. (1994). Noam Chomsky: Critical Assessments, Volumes 2–3. Taylor & Francis. p. 617. ISBN 0-415-10694-X. ISBN 978-0-415-10694-8.
16. ↑  Rocker, Rudolf (1949). Pioneers of American Freedom: Origin of Liberal and Radical Thought in America. New York: J. J. Little & Ives Company. p. 13. "It was the great service of liberal thinkers like Jefferson and Paine that they recognized the natural limitations of every form of government. That is why they did not want to see the state become a terrestrial Providence which in its infallibility would make on its own every decision, thereby not only blocking the road to higher forms of social development, but also crippling the natural sense of responsibility of the people which is the essential condition for every prosperous society".
17. ↑  Tucker, Benjamin (1926) [1976]. Individual Liberty. New York: Vanguard Press. p. 13. "The Anarchists are simply unterrified Jeffersonian Democrats. They believe that 'the best government is that which governs least,' and that that which governs least is no government at all".
18. ↑  Scott, James C. (2012). Two Cheers for Anarchism: Six Easy Pieces on Autonomy, Dignity, and Meaningful Work and Play. Princeton University Press. pp. 79–80. "At one end of an institutional continuum one can place the total institutions that routinely destroy the autonomy and initiative of their subjects. At the other end of this continuum lies, perhaps, some ideal version of Jeffersonian democracy composed of independent, self-reliant, self-respecting, landowning farmers, managers of their own small enterprises, answerable to themselves, free of debt, and more generally with no institutional reason for servility or deference. Such free-standing farmers, Jefferson thought, were the basis of a vigorous and independent public sphere where citizens could speak their mind without fear or favor. Somewhere in between these two poles lies the contemporary situation of most citizens of Western democracies: a relatively open public sphere but a quotidian institutional experience that is largely at cross purposes with the implicit assumptions behind this public sphere and encouraging and often rewarding caution, deference, servility, and conformity".
19. ↑  Long, Roderick T. (1998). "Toward a Libertarian Theory of Class". Social Philosophy and Policy. 15 (2): 310. doi:10.1017/s0265052500002028.
20. ↑  Boaz, David (2010). The Libertarian Reader: Classic and Contemporary Writings from Lao Tzu to Milton Friedman. Simon & Schuster. p. 123. ISBN 1-4391-1833-7. ISBN 978-1-4391-1833-7.
21. ↑  Wood, Ellen Meiksins (1972). Mind and Politics: An Approach to the Meaning of Liberal and Socialist Individualism. University of California Press. p. 7. ISBN 0-520-02029-4.
22. ↑  Rothbard, Murray (1973) [2006]. "The Libertarian Heritage: The American Revolution and Classical Liberalism". In For a New Liberty: The Libertarian Manifesto. LewRockwell.com. Retrieved 10 December 2019.
23. 1 2  Sprading, Charles T. (1913) [1995]. Liberty and the Great Libertarians. Mises Institute. p. 74. ISBN 1-61016-107-6. ISBN 978-1-61016-107-7.
24. ↑  Hoffman, David C. (Fall 2006). "Paine and Prejudice: Rhetorical Leadership through Perceptual Framing in Common Sense". Rhetoric and Public Affairs. 9 (3): 373–410.
25. ↑  Maier, Pauline (1997). American Scripture: Making the Declaration of Independence. New York City: Knopf. pp. 90–91.
26. ↑  Lamb, Robert (2010). "Liberty, Equality, and the Boundaries of Ownership: Thomas Paine's Theory of Property Rights". Review of Politics. 72 (3): 483–511. doi:10.1017/s0034670510000331. hdl:10871/9896. S2CID 55413082.
27. ↑  Ousby, Ian (1993). The Cambridge Guide to Literature in English. Cambridge University Press. p. 305. ISBN 0-521-44086-6. ISBN 978-0-521-44086-8.
28. ↑  Godwin, William (1793). Enquiry Concerning Political Justice and its Influence on Modern Morals and Happiness. G. G. and J. Robinson. OCLC 2340417.
29. ↑  "Anarchism", Encarta Online Encyclopedia 2006 (UK version).
30. ↑  Everhart, Robert B. The Public School Monopoly: A Critical Analysis of Education and the State in American Society. Pacific Institute for Public Policy Research, 1982. p. 115.
31. 1 2 3 4  Philip, Mark (20 May 2006). "William Godwin". In Zalta, Edward N. (ed.). Stanford Encyclopedia of Philosophy.
32. ↑  Peter Kropotkin, "Anarchism", Encyclopædia Britannica 1910.
33. ↑  Godwin himself attributed the first anarchist writing to Edmund Burke's A Vindication of Natural Society. "Most of the above arguments may be found much more at large in Burke's Vindication of Natural Society; a treatise in which the evils of the existing political institutions are displayed with incomparable force of reasoning and lustre of eloquence..." – footnote, Ch. 2 Political Justice by William Godwin.
34. ↑  Adams, Ian. Political Ideology Today. Manchester University Press, 2001. p. 116.
35. ↑  Godwin, William (1796) [1793]. Enquiry Concerning Political Justice and its Influence on Modern Morals and Manners. G. G. and J. Robinson. OCLC 2340417.
36. ↑  Sheehan, Sean. Anarchism, London: Reaktion Books Ltd. , 2004. p. 85.
37. 1 2  Graham, Robert (2005). "Preface". Anarchism: a Documentary History of Libertarian Ideas: from Anarchy to Anarchism. Montréal: Black Rose Books. pp. xi–xiv. ISBN 1-55164-250-6. Retrieved 11 August 2010.
38. ↑  Alexander Berkman (2017-02-02). "What is Communist Anarchism?: Now and After: The ABC of Communist Anarchism". revoltlib.com (به انگلیسی). Retrieved 2022-01-28.
39. ↑  Joseph Déjacque. De l'être-humain mâle et femelle – Lettre à P.J. Proudhon par Joseph Déjacque (به فرانسوی).
40. ↑  Robert Graham, Anarchism: A Documentary History of Libertarian Ideas – Volume One: From Anarchy to Anarchism (300 CE to 1939), Black Rose Books, 2005
41. ↑  "l'Echange", article in Le Libertaire no 6, 21 September 1858, New York.
42. ↑  Nettlau, Max (1996). A Short History of Anarchism. Freedom Press. p. 145. ISBN 0-900384-89-1.
43. ↑  Nettlau, Max (1996). A Short History of Anarchism. Freedom Press. p. 162. ISBN 0-900384-89-1.
44. ↑  "What do I mean by individualism? I mean by individualism the moral doctrine which, relying on no dogma, no tradition, no external determination, appeals only to the individual conscience."Mini-Manual of Individualism by Han Ryner
45. ↑  "I do not admit anything except the existence of the individual, as a condition of his sovereignty. To say that the sovereignty of the individual is conditioned by Liberty is simply another way of saying that it is conditioned by itself.""Anarchism and the State" in Individual Liberty
46. ↑  Goodway, David. Anarchist Seeds Beneath the Snow. Liverpool University Press, 2006, p. 99.
47. 1 2  Leopold, David (4 August 2006). "Max Stirner". In Zalta, Edward N. (ed.). Stanford Encyclopedia of Philosophy.
48. ↑  The Encyclopedia Americana: A Library of Universal Knowledge. Encyclopedia Corporation. p. 176.
49. ↑  Miller, David. "Anarchism". 1987. The Blackwell Encyclopaedia of Political Thought. Blackwell Publishing. p. 11.
50. ↑  Nyberg, Svein Olav. "The union of egoists" (PDF). Non Serviam. Oslo, Norway: Svein Olav Nyberg. 1: 13–14. OCLC 47758413. Archived from the original (PDF) on 7 December 2010. Retrieved 1 September 2012.
51. ↑  Thomas, Paul (1985). Karl Marx and the Anarchists. London: Routledge/Kegan Paul. p. 142. ISBN 0-7102-0685-2.
52. ↑  Carlson, Andrew (1972). "Philosophical Egoism: German Antecedents". Anarchism in Germany. Metuchen: Scarecrow Press. ISBN 0-8108-0484-0. Archived from the original on 15 February 2005. Retrieved 4 December 2008.
53. ↑  Palmer, Brian (2010-12-29). "What do anarchists want from us?". Slate Magazine (به انگلیسی). Retrieved 2022-01-28.
54. ↑  Bailie, William (1906). "Josiah Warren: The First American Anarchist – A Sociological Study" (PDF). Small, Maynard & Co. p. 20. Archived from the original (PDF) on 4 February 2012. Retrieved 17 June 2013.
55. ↑  "2. Individualist Anarchism and Reaction". libcom.org (به انگلیسی). Retrieved 2022-01-28.
56. ↑  «The Free Love Movement and Radical Individualism, By Wendy McElroy». ncc-1776.org. بایگانی‌شده از اصلی در ۱۸ فوریه ۲۰۲۱. دریافت‌شده در ۲۰۲۲-۰۱-۲۸.
57. ↑  "La insumisión voluntaria: El anarquismo individualista español durante la Dictadura y la Segunda República (1923–1938)" by Xavier Díez. بایگانی‌شده  در ۲۳ ژوئیه ۲۰۱۱ توسط Wayback Machine Archived 23 July 2011 at the Wayback Machine
58. ↑  "Los anarco-individualistas, G.I.A … Una escisión de la FAI producida en el IX Congreso (Carrara, 1965) se produjo cuando un sector de anarquistas de tendencia humanista rechazan la interpretación que ellos juzgan disciplinaria del pacto asociativo clásico, y crean los GIA (Gruppi di Iniziativa Anarchica). Esta pequeña federación de grupos, hoy nutrida sobre todo de veteranos anarco-individualistas de orientación pacifista, naturista, etcétera defiende la autonomía personal y rechaza a rajatabla toda forma de intervención en los procesos del sistema, como sería por ejemplo el sindicalismo. Su portavoz es L'Internazionale con sede en Ancona. La escisión de los GIA prefiguraba, en sentido contrario, el gran debate que pronto había de comenzar en el seno del movimiento""El movimiento libertario en Italia" by Bicicleta. REVISTA DE COMUNICACIONES LIBERTARIAS Year 1 No. Noviembre, 1 1977.
59. ↑  anne (30 July 2014). "Culture of Individualist Anarchism in Late 19th Century America" (PDF).
60. ↑  The "Illegalists". بایگانی‌شده  در ۸ سپتامبر ۲۰۱۵ توسط Wayback MachineArchived 8 September 2015 at the Wayback Machine. Doug Imrie (published by Anarchy: A Journal of Desire Armed).
61. ↑  Parry, Richard. The Bonnot Gang. Rebel Press, 1987. p. 15.
62. ↑  "anarchism | Definition, Varieties, History, & Artistic Expression | Britannica". www.britannica.com (به انگلیسی). Retrieved 2022-01-28.
63. ↑  "AnarchoSyndicalism: Theory and Practice". revoltlib.com (به انگلیسی). 2017-02-09. Retrieved 2022-01-28.
64. 1 2  Bookchin, Murray (1998). The Spanish Anarchists. pp. 111–114.
65. ↑  FERMÍN SALVOCHEA ÁLVAREZ, CGT. BIOGRAFÍAS (English translation). Accessed April 2009
66. ↑  Avrich, Paul (2006). The Russian Anarchists. Stirling: AK Press. pp. 195, 204. ISBN 1-904859-48-8.
67. ↑  "There Is No Communism in Russia[پیوند مرده]" by Emma Goldman. Quote: "Soviet Russia, it must now be obvious, is an absolute despotism politically and the crassest form of state capitalism economically."
68. ↑  Nomad, Max (1966). "The Anarchist Tradition". In Drachkovitch, Milorad M. (ed.). The Revolutionary Internationals, 1864-1943. Stanford University Press. p. 88. ISBN 0-8047-0293-4
69. ↑  Hakim Bey. "T.A.Z. : The Temporary Autonomous Zone, Ontological Anarchy, Poetic Terrorism".
70. ↑  "1918-1921: The Italian factory occupations and Biennio Rosso". libcom.org (به انگلیسی). Retrieved 2022-01-28.
71. ↑  Holbrow, Marnie, "Daring but Divided بایگانی‌شده  در ۲۹ ژوئیه ۲۰۱۳ توسط Wayback Machine" (Socialist Review, November 2002).
72. ↑  Berry, David. "Fascism or Revolution." Le Libertaire. August 1936.
73. ↑  Antony Beevor, The Battle for Spain: The Spanish Civil War 1936–1939, Weidenfeld & Nicolson, 2006, p. 46, ISBN 978-0-297-84832-5.
74. ↑  Gruppo Comunista Anarchico di Firenze (October 1979). "Anarchist Communism & Libertarian Communism". L'informatore di parte. 4.
75. ↑  Murray Bookchin, To Remember Spain: The Anarchist and Syndicalist Revolution of 1936, AK Press, 1994, pp. 2–39, ISBN 978-1-873176-87-0.
76. ↑  "inter alia: *George Richard Esenwein, The Spanish Civil War: a Modern Tragedy, 2005, p. 269. *Alexandre Skirda, Facing the Enemy: a History of Anarchist Organization from Proudhon to May 1968: 2002, p. 158. *Peter Marshall, Demanding the Impossible: A History of Anarchism, 2010, p. 466. *Graham Kelsey". Anarchosyndicalism, Libertarian Communism, and the State: The CNT in Zaragoza and Aragon, 1930–1937. 1991: 250.
77. ↑  José Peirats & Chris Ealham, The CNT in the Spanish Revolution, Volume 2: 2001, p. 76. "The anarchist youth movement had been founded soon after the birth of the Second Republic. … Later, they spread throughout the whole of Spain until they came to represent the third branch of the great libertarian family. … The FIJL had agreed upon the following statement of principles: '...This Association shall strive to invest young people with a libertarian conviction, as to equip them individually to struggle against authority in all its forms, whether in trade union matters or in ideological ones, so as to attain a libertarian social arrangement'".
78. ↑  Esenwein, George Richard. The Spanish Civil War: A Modern Tragedy, Routledge, 2005. p. 269.
79. ↑  Gómez Casas, p. 237.
80. ↑  "Sí se ha aprobado por unanimidad, también a propuesta de Ciudadanos, dedicar una calle al anarquista Melchor Rodríguez García, el último alcalde de Madrid republicano, ante "el gran consenso social y político" al respecto y por "su gran relevancia para la reconciliación y la concordia tras la Guerra Civil". El País. "Madrid sustituirá las calles franquistas por víctimas del terrorismo".
81. ↑  Jesus Ruiz. Posibilismo libertario. Felix Morga, Alcalde de Najera (1891-1936). El Najerilla-Najera. 2003.
82. ↑  Renof, Israël Renof (May 1968). Possibilisme libertaire (PDF). Noir et Rouge. 41: 16–23.
83. ↑  "Manifesto of Libertarian Communism - Georges Fontenis". libcom.org (به انگلیسی). Retrieved 2022-01-28.
84. ↑  London Federation of Anarchists involvement in Carrara conference, 1968 International Institute of Social History. Retrieved 19 January 2010.
85. ↑  Short history of the IAF-IFA A-infos news project, Accessed 19 January 2010.
86. ↑  amNY (۲۰۱۲-۰۱-۲۵). «The Left-Libertarians — the last of an ancient breed | amNewYork». www.amny.com (به انگلیسی). دریافت‌شده در ۲۰۲۲-۰۱-۲۸.
87. ↑  Anarchist Voices: An Oral History of Anarchism in America by Paul Avrich. AK Press. 2005. pp. 471–472.
88. ↑  Avrich, Paul. Anarchist Voices: An Oral History of Anarchism in America, AK Press, p. 419.
89. ↑  Anarchist Voices: An Oral History Of Anarchism In America by Paul Avrich. AK Press. 2005.
90. ↑  A 1970s associate, subject of David Marr's A spirit gone to another place The Sydney Morning Herald obituary, 9 September 2006.
91. ↑  "Libertarian Marxism? – The Anarchist Library بایگانی‌شده  در ۱۹ آوریل ۲۰۲۲ توسط Wayback Machine". 6 February 2017.
92. ↑  Ernesto Screpanti, Libertarian communism: Marx Engels and the Political Economy of Freedom, Palgrave Macmillan, London, 2007.
93. ↑  Draper, Hal. "The Principle of Self-Emancipation in Marx and Engels". Archived 23 July 2011 at the Wayback Machine "The Socialist Register." Vol 4.
94. ↑  "A libertarian Marxist tendency map". libcom.org (به انگلیسی). Retrieved 2022-01-28.
95. ↑  «Root & Branch». libcom.org. دریافت‌شده در ۲۰۲۲-۰۱-۲۸.
96. ↑  "Root & Branch # 7". libcom.org (به انگلیسی). Retrieved 2022-01-28.
97. ↑  "papers relating to Libertarian Communism (a splinter group of the SPGB) including journals and miscellaneous correspondence, 1970–1980 (1 box). "Socialist Party of Great Britain" at Archives Hub at the Great Research Centre.
98. ↑  BEKKEN, Jon, Sam Dolgoff, MiMi Rivera and Jeff Stein PERIODICAL (1 January 1989). "LIBERTARIAN LABOR REVIEW: Anarchosyndicalist Ideas and Discussion. #9 Summer, 1990". Champaign: Libertarian Labor Review, 1989. – via Amazon.
99. ↑  "Libertarian Labor Review INDEX #1–24" at syndicalists.us.
100. ↑  Thomas, Paul (1985). Karl Marx and the Anarchists. London: Routledge/Kegan Paul. p. 4. ISBN 0-7102-0685-2.
101. ↑  John Patten (28 October 1968). ""These groups had their roots in the anarchist resurgence of the nineteen sixties. Young militants finding their way to anarchism, often from the anti-bomb and anti-Vietnam war movements, linked up with an earlier generation of activists, largely outside the ossified structures of 'official' anarchism. Anarchist tactics embraced demonstrations, direct action such as industrial militancy and squatting, protest bombings like those of the First of May Group and Angry Brigade—and a spree of publishing activity." "Islands of Anarchy: Simian, Cienfuegos, Refract and their support network" by John Patten". Katesharpleylibrary.net. Archived from the original on 4 June 2011. Retrieved 11 October 2013.
102. ↑  Philosophy، Barbara EpsteinTopics: Feminism Movements (۲۰۰۱-۰۹-۰۱). «Monthly Review | Anarchism and the Anti-Globalization Movement». Monthly Review (به انگلیسی). دریافت‌شده در ۲۰۲۲-۰۱-۲۸.
103. ↑  S hort history of the IAF-IFA A- infos news project, Accessed 19 January 2010.
104. 1 2  Rupert, Mark (2006). Globalization and International Political Economy. Lanham: Rowman & Littlefield Publishers. p. 66. ISBN 0-7425-2943-6.
105. ↑  Infinitely Demanding by Simon Critchley. Verso. 2007. p. 125.
106. ↑  Chamsy el- Ojeili. Beyond post-socialism. Dialogues with the far-left. Palgrave Macmillan. 2015. p. 7.
107. ↑  «The Libertarian Vote». www.cato.org. دریافت‌شده در ۲۰۲۲-۰۱-۲۸.
108. ↑  Boaz, David; Kirby, David (18 October 2006). "The Libertarian Vote". Cato Institute. Retrieved 10 February 2020.
109. ↑  Boaz, David (10 February 2016). "Gallup Finds More Libertarians in the Electorate". Retrieved 31 October 2019.
110. ↑  "Americans don't like big government - but like many programs: poll" (به انگلیسی). 2015-04-30. Retrieved 2022-01-28.
111. ↑  Inc, Gallup (2006-11-06). "Gallup Database: 2006 Survey Results". Gallup.com (به انگلیسی). Retrieved 2022-01-28.
112. ↑  Kiley، Jocelyn. «In search of libertarians». Pew Research Center (به انگلیسی). دریافت‌شده در ۲۰۲۲-۰۱-۲۸.
113. ↑  «Libertarian Roots of the Tea Party». www.cato.org. دریافت‌شده در ۲۰۲۲-۰۱-۲۸.
114. ↑  «Election 2012: Ron Paul's Revenge!». Antiwar.com Original (به انگلیسی). ۲۰۱۲-۱۱-۰۶. دریافت‌شده در ۲۰۲۲-۰۱-۲۸.
115. ↑  Demirjian, Karoun (2012-10-05). "Libertarian candidate makes push for Nevada's Ron Paul supporters - Las Vegas Sun Newspaper". lasvegassun.com (به انگلیسی). Retrieved 2022-01-28.
116. ↑  "Why 5% matters to Gary Johnson". IVN.us (به انگلیسی). 2012-11-01. Retrieved 2022-01-28.
117. ↑  "Official 2016 Presidential General Election Results" (PDF). Federal Election Commission. December 2017. Retrieved 30 December 2019.